# Stefan Dornbusch
Stefan Dornbusch (* 1963 in Würzburg) ist ein deutscher Künstler. Er lebt in Berlin und im Land Brandenburg.

## Leben
Er ist aufgewachsen in Augsburg und im Allgäu. Nach dem Architekturstudium an der Technischen Universität München studierte er Bildende Kunst an der Hochschule der Künste Berlin (heute: UdK) bei Lothar Fischer und Rolf Szymanski. Dieses Studium schloss er als Meisterschüler ab. Mit einer Untersuchung zur DDR-Alltagskultur erfolgte die Promotion zum Dr.-phil., er ist Mitglied des Deutschen Künstlerbundes. Dornbusch lehrt als Professor für Gestaltungsgrundlagen an der Hochschule Trier.

## Auszeichnungen (Auswahl)
- 1994: Kunstförderpreis der Stadt Augsburg (in der Sparte Bildende Kunst)[3]
- 1998: 1. Preis der Galerie Nuova Icona und des Künstlerhauses Bethanien, Progetto Venezia '98 (zusammen mit dem Bildhauer Olf Kreisel)[4]
- 1998: Stipendium der Akademie der Künste, Berlin, Villa Serpentara, Olevano (IT)
- 2001: 5. Preis Gedenkstätte Mittelbau-Dora (mit BAS Architekten)
- 2002: 2. Preis Haltepunkte Solingen (mit BAS Architekten)
- 2002: 1. Preis Cimitero San Pietro in Volta, Pellestrina
- 2003: 2. Preis Heinrichplatz in Gera (mit BAS Architekten)
- 2004: Stipendium Sculpture Space, Utica /NY (US)
- 2004: Projektförderung durch die Bundeskulturstiftung, Rixrax Immo Real (mit Katharina Hohmann)
- 2006: Award for Teaching Excellence, De Montfort University Leicester (UK)
- 2011: einer von fünf ersten Preisen "Kunst fürs Dorf", Deutsche Stiftung Kulturlandschaft
- 2018: einer von fünf ersten Preisen "Fürther Glanzlichter"

## Schriften
- Italia Oggi. Universitätsverlag Bauhaus-Universität, Weimar 2000, ISBN 3-86086-137-9.
- Aqua Alta. Universitätsverlag Bauhaus-Universität, Weimar 2000, ISBN 3-86068-138-9.
- Perspektivemuseum. (zusammen mit M. Fröhlich, A. Kästner, B. Rudolf) Universitätsverlag Bauhaus-Universität, Weimar 2001, ISBN 3-86068-148-6.
- Es ist nie eine klassische Villa. Glaux Verlag, Jena 2002, ISBN 3-931743-45-4.
- Nella lontananza cosí vicino. Galleria Nuova Icona, Venezia 2003, ISBN 88-87632-22-7.
- RIX RAX Immo Real. Revolver Verlag, Berlin 2010, ISBN 978-3-86895-060-1.
- Über die Ansicht der Dinge aus verschiedenen Blickwinkeln. Universitätsverlag Bauhaus-Universität, Weimar 2019, ISBN 978-3-95773-275-0.